# Abdessalem Abassi
Abdessalem Abassi est un économiste et homme politique tunisien.

## Biographie

### Formation
Durant son cursus académique, Abdessalem Abassi obtient une maîtrise en économie (2002) à l'École supérieure des sciences économiques et commerciales de Tunis, un master en économie rurale (2005) puis un doctorat en économie (2009) à l'université Laval (Canada) et enfin une habilitation universitaire en économie (2016) à l'université de Carthage (Tunisie),.

### Carrière universitaire
En 2011, il intègre la faculté des sciences économiques et de gestion de Nabeul (rattachée à l'université de Carthage) comme maître assistant puis comme maître de conférences en économie ; il en devient aussi chef du département d'économie en 2017,. Par ailleurs, il enseigne à l'université Laval comme professeur associé, de 2016 à 2019.
Sur le plan professionnel, il a travaillé comme économiste à l'Institut de la statistique du Québec (2008) puis expert en politiques économiques et fiscales auprès du ministère québécois des Finances et de l'Économie (2009) ainsi que consultant pour la Banque mondiale (2018) puis l'Organisation des Nations unies pour l'alimentation et l'agriculture (2019).

### Carrière politique
Le 2 janvier 2020, Abdessalem Abassi est proposé au poste de secrétaire d'État auprès du ministre tunisien des Finances, dans le gouvernement de Habib Jemli, qui n'obtient toutefois pas la confiance de l'Assemblée des représentants du peuple. En octobre de la même année, il devient conseiller à la Présidence du gouvernement tunisien. À ce titre, il participe au Startup Gate Summit organisé sous l'égide de la Banque centrale de Tunisie en novembre de la même année.
Le 27 juillet 2021, il est limogé de ses fonctions de conseiller auprès du chef du gouvernement par arrêté présidentiel à compter du 25 juillet.